# Four (álbum de Bloc Party)
Four —en español: Cuatro— es el cuarto álbum de estudio de la banda británico Bloc Party. Fue grabado a finales de 2011 y principios de 2012 en Stratosphere Sound, Nueva York, con el productor Alex Newport. Newport también produjo Wreckonomics -el EP del proyecto paralelo del bajista Gordon Moakes, Young Legionnaire. Fue lanzado el 20 de agosto de 2012, con la discográfica independiente Frenchkiss Records y la semana anterior a su lanzamiento se pudo comenzar a escuchar por streaming. El álbum alcanzó el número 3 en la lista de discos de UK, y en el número 36 en el Billboard 200 de Estados Unidos. 
Four fue el último álbum para el baterista Matt Tong y el bajista Gordon Moakes.
A pesar de cuatro años de pausa, siendo este el mayor espacio de tiempo que ha pasado entre lanzamientos de discos, la banda grabó el álbum con un sonido más guitarrero, que recuerda a su primer álbum Silent Alarm.

## Antecedentes

### Grabación
Tras la publicación en 2008 del tercer álbum, Intimacy más inspirado en la música electrónica, y del sencillo "One More Chance" al año siguiente, Bloc Party entró en una pausa indefinida ya que su contrato con Wichita había acabado. Durante el descanso, los miembros de la banda continuaron con varios proyectos paralelos; el guitarrista Russell Lissack regresó a Pin Me Down y se unió a Ash para una serie de fechas en vivo, el multiinstrumentista Gordon Moakes formó Young Legionnaire, y el líder Kele Okereke lanzó su álbum debut como solista The Boxer. Durante este período, se difundieron rumores sobre el futuro de la banda; en entrevistas con NME, Okereke dijo que temía ser "despedido", y Lissack más tarde pareció decir que estaban buscando un nuevo vocalista. En navidades comenzó a haber rumores de una reunión tras una fotografía publicada en Twitter en la que salen los cuatro miembros de la banda juntos. Cuatro meses después Lissack confirmó la intención del grupo de grabar un nuevo álbum. 
Four se grabó entre el invierno de 2011 y la primavera de 2012 en Stratosphere Sound, en Nueva York. La idea de grabar en Nueva York con el productor Alex Newport se produjo después de Okereke y el baterista Matt Tong fueran a vivir a Manhattan. Al principio el grupo estuvo ensayando el material que tenían y poco después empezaron a grabarlo. Okereke dijo al presentador de la BBC 1, Zane Lowe, que el álbum en sí se grabó sobre todo en directo con muy pocas tomas.

## Contenido
Aunque muchas de las canciones fueron escritas en el estudio durante las sesiones de ensayo, algunas canciones, como la que abre el álbum "So He Begins to Lie", fueron escritos antes de la grabación, tras una idea del guitarrista Russell Lissack. Otras canciones, como el sencillo "Octopus" salieron a partir de la experimentación de Lissack con pedales de efectos y loops. Okereke, que escribió todas las canciones del álbum, se basó en una amplia gama de temas. "Team A" se dice que está basada en el mundo de las drogas de Nueva York, y "V.A.L.I.S" está basada en la novela de ciencia ficción del mismo nombre de Philip K. Dick. Otras canciones, como "So He Begins to Lie", están basadas en la telerrealidad.

## Recepción
Four recibió "críticas generalmente favorables"; en Metacritic, que asigna una calificación normalizada sobre 100 basado en comentarios de la prensa, el álbum recibió una puntuación media de 68 basada en 34 comentarios. 

## Lista de canciones
Todas las canciones escritas y compuestas por Bloc Party. 
| N.º | Título                   | Duración |  |
| 1.  | «So He Begins to Lie»    | 3:34     |  |
| 2.  | «3x3»                    | 2:39     |  |
| 3.  | «Octopus»                | 3:05     |  |
| 4.  | «Real Talk»              | 4:14     |  |
| 5.  | «Kettling»               | 3:41     |  |
| 6.  | «Day Four»               | 4:11     |  |
| 7.  | «Coliseum»               | 2:29     |  |
| 8.  | «V.A.L.I.S.»             | 3:20     |  |
| 9.  | «Team A»                 | 4:37     |  |
| 10. | «Truth»                  | 4:00     |  |
| 11. | «The Healing»            | 4:19     |  |
| 12. | «We Are Not Good People» | 3:20     |  |

Deluxe Edition
| Deluxe edition bonus tracks |                 |          |  |
| N.º                         | Título          | Duración |  |
| 13.                         | «Mean»          | 3:27     |  |
| 14.                         | «Leaf Skeleton» | 3:39     |  |

UK Deluxe Edition
| UK deluxe edition bonus disc |                          |          |  |
| N.º                          | Título                   | Duración |  |
| 1.                           | «Ratchet»                | 3:18     |  |
| 2.                           | «Obscene»                | 3:44     |  |
| 3.                           | «French Exit»            | 2:52     |  |
| 4.                           | «Montreal»               | 4:39     |  |
| 5.                           | «Children of the Future» | 3:07     |  |
| 6.                           | «X-Cutioner's Song»      | 2:01     |  |
| 7.                           | «Ratchet» (Rustie Remix) | 3:26     |  |

| iTunes Store bonus track |               |          |  |
| N.º                      | Título        | Duración |  |
| 13.                      | «Black Crown» | 1:55     |  |

| Amazon MP3 bonus track |        |          |  |
| N.º                    | Título | Duración |  |
| 13.                    | «Mean» | 3:52     |  |

## Posicionamiento en listas
| Chart (2012)                       | Puesto más alto |
| ---------------------------------- | --------------- |
| Australia (ARIA)                   | 3               |
| Austria (Ö3 Austria)               | 10              |
| Bélgica (Ultratop flamenca)        | 2               |
| Bélgica (Ultratop valona)          | 7               |
| Canadá (Billboard Canadian Albums) | 9               |
| Países Bajos (Album Top 100)       | 21              |
| Francia (SNEP)                     | 21              |
| Irlanda (IRMA)                     | 10              |
| Nueva Zelanda (Recorded Music NZ)  | 17              |
| España (PROMUSICAE)                | 95              |
| Suecia (Sverigetopplistan)         | 57              |
| Suiza (Schweizer Hitparade)        | 16              |
| Reino Unido (UK Albums Chart)      | 3               |
| Estados Unidos (Billboard 200)     | 36              |

## Personal
Bloc Party
- Kele Okereke - voz principal, guitarra rítmica
- Russell Lissack - guitarra principal
- Gordon Moakes - bajo, coros, sintetizadores
- Matt Tong - batería, coros

Músicos adicionales
- Marika Hughes - chelo
- Bosque Christenson - violín
- Karen Piper - voces adicionales